# 비버리 힐스 캅 2
《비버리 힐스 캅 2》(영어: Beverly Hills Cop II)는 미국에서 제작된 토니 스콧 감독의 1987년 버디 경찰 액션 코미디 영화로, 《비버리 힐스 캅》(1984) 속편이다. 에디 머피, 저지 라인홀드, 존 애슈턴 등이 출연하였고, 돈 심프슨과 제리 브룩하이머 등이 제작에 참여하였다.
밥 시거의 “Shakedown”이 1988년 제45회 골든 글로브상 주제가상 후보에 올랐다.
1994년 속편 《비버리 힐스 캅 3》이 개봉하였다.

## 줄거리
디트로이트 형사 액설 폴리가 로즈우드와 태거트를 도와 일련의 강도 사건인 일명 알파벳 범죄를 해결하기 위해 다시 베벌리힐스에 온다.

## 출연진
- 에디 머피 - 액설 폴리 형사 역
- 저지 라인홀드 - 빌리 로즈우드 형사 역
- 위르겐 프로흐노 - 맥스웰 덴트 역
- 로니 콕스 - 앤드루 보거밀 경감 역
- 존 애슈턴 - 존 태거트 경사 역
- 브리기테 닐센 - 칼라 프라이 역
- 앨런 가필드 - 해럴드 러츠 서장
- 딘 스톡웰 - 찰스 케인 역
- 길 힐 - 더글러스 토드 경위 역
- 길버트 곳프리드 - 시드니 번스틴 역
- 폴 라이저 - 제프리 프리드먼 형사 역
- 브라이언 오코너 - 비들 형사 역
- 폴 길포일 - 니코스 서모펄리스 역
- 로버트 리질리 - 테드 이건 시장 역
- 앨리스 어데어 - 잰 보거밀 역
- 글렌 위스로 - 윌리 역
- 톰 바우어 - 러스 필딩 역
- 휴 헤프너 - 본인 역
- 프랭크 페시 - 칼로타 역
- 크리스 록 - 주차 요원 역
- 밸러리 와일드먼 - 사격 클럽 접수원 역
- 로버트 패스토렐리 - 비니 역
- 토미 "타이니" 리스터 - 스타일스 역
- 토드 서스먼 - 건축기사 역

## 기타 제작진
- 배역: 보니 티머먼
- 미술: 켄 데이비스

## 우리말 녹음
SBS 성우진 (1997년 9월 26일)
- 오세홍 - 액설(에디 머피)
- 이경자 - 칼라(브리기테 닐센)
- 김세한 - 로즈우드(저지 라인홀드)
- 이근욱 - 태거트(존 애슈턴)
- 송두석 - 덴트(위르겐 프로흐노)
- 남궁윤 - 보거밀(로니 콕스) / 비들(브라이언 오코너)
- 유민석 - 서장(앨런 가필드) / 러스(톰 바우어)
- 김기현 - 과장(길 힐) / 시장(로버트 리질리)
- 문영래 - 케인(딘 스톡웰) / 칼로타(프랭크 페시)
- 송연희 - 클럽 예약원(밸러리 와일드먼) / 종업원(셰리 레빈스키)
- 장승길 - 비니(로버트 패스토렐리) / 번스타인(길버트 곳프리드) / 건축업자(토드 서스먼)
- 홍승섭 - 제프리(폴 라이저)
- 김지민 - 젠(앨리스 어데어)
- 김영진 - 건축업자(리치먼드 해리슨) / 덴트의 경비원(빅 매니)
- 안종덕 - 경비원(마이클 프랜시스 켈리) / 주차 직원(크리스 록)